# Mésoindien
En anthropologie, le Mésoindien ou Age archaïque des Caraïbes est la période historique daté de -2500 à -500 avant J-C. dans les Caraïbes.
Il est suivi par le Néoindien, période post-céramique.

## En Guadeloupe
Une sépulture découverte dans la grotte de Morne-Rita à Marie-Galante est considérée comme la plus ancienne preuve d'habitation de la Guadeloupe en -2500.
Des amas de pierre taillée et des restes de foyers datés vers 1350 avant J-C; sur les hauteurs de Capesterre-Belle-Eau démontrent que les pentes de la Soufrière ont été fréquentés.
Au Moule, le site dit de Morel zéro est daté de 1500 avant J-C. Des lèvres de lambi taillées y ont été trouvées, démontrant les premières étapes du façonnage des lames sur coquillages. La baie du Nord-Ouest est, comme le montrent des vestiges découverts, occupée depuis entre 1300 et 200 avant J-C.
A Anse-Bertrand, une lame sur coquille démontre que le site est habité depuis 1500 avant J-C et, à Saint-François, à la pointe des Pies, des silex et des restes de coquillages consommés témoignent d'un habitat daté entre 900 et 600 avant J-C.

## Culture
- Ortoiroïde